# Пришиб (Башкортостан)
Пришиб (баш. Пришиб) — село в Благоварском районе Башкортостана, центр Алексеевского сельсовета.

## Географическое положение
Расстояние до:
- районного центра (Языково): 35 км,
- ближайшей ж/д станции (Благовар): 51 км.

## Название
Прежнее название Ной-Пришиб.

## История
История с. Пришиб и окрестных деревень берет начало с 1903 г. Именно здесь осели немецкие колонисты, прибывшие на территорию Башкирии из Украины и западных губерний России. Первые немцы-переселенцы, проживавшие ранее на Украине в Пришибской волости Мелитопольского уезда, появились на территории Башкирии в 1903 году; расположились они на землях, купленных у бывшего помещика Николая Базилева. Массовая миграция на восток была обусловлена недостатком земель на месте прежнего проживания и притеснения местными помещиками. В Уфимской губернии немцы купили 12 350 десятин земли за деньги, вырученные от продажи тех украинских земель, где раньше разводили овец, под земледелие, становившееся более выгодным. Часть средств на приобретение новых земель выделило царское правительство.
Но средства на переезд железнодорожным транспортом немецкие колонисты изыскивали, продавая свое имущество, а если таковых не было достаточно, месяцами ползли в Башкирию по проселочным дорогам на лошадях.К 1906 году образовалось 11 немецких деревень: Розенфельд, Николайфаль, Гохфельд, Викторфельд, Нойфельд, Ной-Пришиб, Базилевка, Вальдгейм, Барбарштадт, Шенфельд, Эбенфельд. Впоследствии лишь Базилевка, в которой находилась усадьба, сохранила прежнее название, остальные приняли русские имена Розовка, Новоникольск, Александровка, Викторовка, Новиковка, Пришиб (это имя приехало с немцами с Украины), Алексеевка, Варваровка, Романовка и Березовка. Административным центром всех немецких колоний стала деревня Пришиб. В деревне Алексеевка находилось Базилевское волостное управление, во главе которого стоял "всенародно" избранный Георг Венцель.

## Население
| 2002 | 2009 | 2010 |
| ---- | ---- | ---- |
| 925  | ↗958 | ↘907 |

Национальный состав
Согласно переписи 2002 года, преобладающие национальности — русские (38 %), татары (27 %).
По данным на 1969 г. основное население посёлка составляли немцы.
Раньше в селе жило много немцев, однако большинство из них переехало.

## Культура
В селе Пришиб функционирует немецкий историко-культурный центр.
Существует немецкий народный фольклорный ансамбль «Volksklang», который является участником практически всех сельских, многих районных и республиканских мероприятий.

## Религия
В селе есть молитвенный дом евангелически-лютеранской церкви.